# 克萊蒙斯 (紐約州)
克萊蒙斯（英語：Clemons）是位於美國紐約州華盛頓縣的非建制地區。

## 歷史
克萊蒙斯的郵局自1902年營運至今。

## 地理
克萊蒙斯所處的海拔為高於海平面115米（即377英呎），而該地所採用的時區為UTC-5，即北美东部时区（EST）。同時該地設有夏令時間，為UTC-5調快一小時，即UTC-4（EDT）。